# Градель, Макс
Макс-Але́н Граде́ль (фр. Max-Alain Gradel; род. 30 ноября 1987, Абиджан) — ивуарийский футболист, полузащитник клуба «Газиантеп» и сборной Кот-д’Ивуара. Занимает третье место в истории сборной по количеству сыгранных матчей.

## Карьера

### Клубная
Макс Градель — воспитанник английского клуба «Лестер Сити». Дебютировал в «Лестере» в сезоне 2008/09, предыдущий сезон проведя на правах аренды в другом клубе Первой лиги — «Борнмуте».
Летом 2009 года Градель оказался в «Лидс Юнайтед», проведя в клубе два сезона, первый из которых — на правах аренды. По итогам чемпионата 2009/10 команда Граделя вышла в Чемпионшип. Таким образом в следующем сезоне ивуариец дебютировал в этой футбольной лиге Англии, в 41 матче забив 18 голов и став одним из лучших бомбардиров чемпионата.
В августе 2011 года Макс Градель перешёл во французский «Сент-Этьен». Дебютировал в Лиге 1 10 сентября 2011 года против «Лилля». 26 ноября 2011 года забил первый гол за «Сент-Этьен» (в матче 15-го тура чемпионата против «Аяччо»).

### В сборной
Макс Градель впервые получил вызов в сборную в конце 2010 года. Дебютировал в национальной сборной 5 июня 2011 года в матче отборочного турнира к КАН—2012 против команды Бенина. Участник Кубков африканских наций 2012 (5 матчей) и 2013 (3 матча). Свой первый гол за национальную команду Градель забил 15 августа 2012 года в товарищеском матче против сборной России (1:1).
На Кубке африканских наций 2015 года Градель сравнял счёт на 86-й минуте в матче группового этапа против Мали. Кот-д’Ивуар выиграл турнир, и Градель был включён в символическую сборную турнира.
Летом 2019 года на Кубке африканских наций в Египте, Макс был вызван в состав своей национальной сборной. В третьем матче против Намибии он отличился забитым голом на 39-й минуте, а его сборная одержала победу 4:1 и вышла в 1/8 финала.
28 марта 2023 года сыграл свой 100-й матч за сборную против Комор в матче отборочного турнира к КАН—2023.
28 декабря 2023 года Градель был включён в заявку на домашний для своей страны Кубок африканских наций 2023.

## Достижения
«Лестер Сити»
- Победитель Лиги 1 Футбольной лиги Англии: 2008/09

«Сент-Этьен»
- Обладатель Кубка французской лиги: 2012/13

«Сивасспор»
- Обладатель Кубка Турции: 2021/22

Кот-д’Ивуар
- Обладатель Кубка африканских наций (2): 2015, 2023

## Статистика
| Клуб                    | Сезон                   | Чемпионат               | Чемпионат | Чемпионат | Кубки | Кубки | Еврокубки | Еврокубки | Всего | Всего |
| Клуб                    | Сезон                   | Лига                    | Игры      | Голы      | Игры  | Голы  | Игры      | Голы      | Игры  | Голы  |
| ----------------------- | ----------------------- | ----------------------- | --------- | --------- | ----- | ----- | --------- | --------- | ----- | ----- |
| Борнмут                 | 2007/08                 | Первая Лига             | 34        | 9         | 4     | 1     | 0         | 0         | 38    | 10    |
| Лестер Сити             | 2008/09                 | Первая Лига             | 27        | 1         | 5     | 1     | 0         | 0         | 32    | 2     |
| Лестер Сити             | 2009/10                 | Чемпионшип              | 0         | 0         | 1     | 0     | 0         | 0         | 1     | 0     |
| Всего за «Лестер Сити»  | Всего за «Лестер Сити»  | Всего за «Лестер Сити»  | 27        | 1         | 6     | 1     | 0         | 0         | 33    | 2     |
| Лидс Юнайтед            | 2009/10                 | Первая Лига             | 32        | 6         | 3     | 0     | 0         | 0         | 35    | 6     |
| Лидс Юнайтед            | 2010/11                 | Чемпионшип              | 41        | 18        | 3     | 0     | 0         | 0         | 44    | 18    |
| Лидс Юнайтед            | 2011/12                 | Чемпионшип              | 4         | 1         | 1     | 0     | 0         | 0         | 5     | 1     |
| Всего за «Лидс Юнайтед» | Всего за «Лидс Юнайтед» | Всего за «Лидс Юнайтед» | 77        | 25        | 7     | 0     | 0         | 0         | 84    | 25    |
| Сент-Этьен              | 2011/12                 | Лига 1                  | 29        | 6         | 1     | 0     | 0         | 0         | 30    | 6     |
| Сент-Этьен              | 2012/13                 | Лига 1                  | 21        | 3         | 3     | 0     | 0         | 0         | 24    | 3     |
| Сент-Этьен              | 2013/14                 | Лига 1                  | 18        | 5         | 2     | 0     | 0         | 0         | 20    | 5     |
| Сент-Этьен              | 2014/15                 | Лига 1                  | 31        | 17        | 2     | 0     | 7         | 0         | 40    | 17    |
| Всего за «Сент-Этьен»   | Всего за «Сент-Этьен»   | Всего за «Сент-Этьен»   | 99        | 31        | 8     | 0     | 7         | 0         | 114   | 31    |
| Борнмут                 | 2015/16                 | АПЛ                     | 14        | 1         | 0     | 0     | 0         | 0         | 14    | 1     |
| Борнмут                 | 2016/17                 | АПЛ                     | 11        | 0         | 2     | 1     | 0         | 0         | 13    | 1     |
| Всего за «Борнмут»      | Всего за «Борнмут»      | Всего за «Борнмут»      | 25        | 1         | 2     | 1     | 0         | 0         | 27    | 2     |
| Тулуза                  | 2017/18                 | Лига 1                  | 29        | 8         | 4     | 2     | 0         | 0         | 33    | 10    |
| Тулуза                  | 2018/19                 | Лига 1                  | 36        | 11        | 3     | 2     | 0         | 0         | 39    | 13    |
| Всего за «Тулуза»       | Всего за «Тулуза»       | Всего за «Тулуза»       | 65        | 19        | 7     | 4     | 0         | 0         | 72    | 23    |
| Всего за карьеру        | Всего за карьеру        | Всего за карьеру        | 327       | 86        | 34    | 7     | 7         | 0         | 368   | 93    |